# Кубок України з футболу 2015—2016
Ку́бок Украї́ни з футбо́лу 2015–2016 — 25-й розіграш Кубка України. Перемогу в турнірі здобув донецький «Шахтар».
Попередній етап та 1/16 фіналу складаються з одного матчу. Господарем поля є команда, яка виступає в лізі, нижчій за рангом. Якщо зустрічаються команди однієї ліги, то господарем поля у першому матчі є команда, яка має непарний номер при жеребкуванні.
Починаючи з 1/8 фіналу (окрім фіналу), етапи складаються з двох матчів.

## Учасники
У цьому розіграші кубка братимуть участь 43 команди чемпіонату, а також 2 учасники Кубка України серед аматорів 2014 року:
| Клуби Прем'єр-ліги: - «Волинь» (Луцьк) - «Ворскла» (Полтава) - «Говерла» (Ужгород) - «Динамо» (Київ) - «Дніпро» (Дніпропетровськ) - «Зоря» (Луганськ) - «Карпати» (Львів) - «Металіст» (Харків) - «Металург» (Запоріжжя) - ФК «Олександрія» (Олександрія) - «Олімпік» (Донецьк) - «Сталь» (Дніпродзержинськ) - «Чорноморець» (Одеса) - «Шахтар» (Донецьк) | Клуби першої ліги: - «Авангард» (Краматорськ) - «Геліос» (Харків) - «Гірник» (Кривий Ріг) - «Гірник-спорт» (Комсомольськ) - «Десна» (Чернігів) - «Зірка» (Кіровоград) - «Іллічівець» (Маріуполь) - МФК «Миколаїв» (Миколаїв) - «Нафтовик-Укрнафта» (Охтирка) - «Нива» (Тернопіль) - «Оболонь-Бровар» (Київ) - ФК «Полтава» (Полтава) - ПФК «Суми» (Суми) - ФК «Тернопіль» (Тернопіль) - «Черкаський Дніпро» (Черкаси) | Клуби другої ліги: - «Арсенал-Київ» (Київ) - «Арсенал-Київщина» (Біла Церква) - «Барса» (Суми) - «Буковина» (Чернівці) - «Верес» (Рівне) - «Енергія» (Нова Каховка) - «Інгулець» (Петрове) - «Колос» (Ковалівка) - «Кремінь» (Кременчук) - «Кристал» (Херсон) - «Мир» (Горностаївка) - «Нікополь-НПГУ» (Нікополь) - «Реал Фарма» (Одеса) - «Скала» (Стрий) Фіналіст та чвертьфіналіст Кубка серед аматорських команд: - СКК «Демня» (Демня) - «Балкани» (Зоря) |

## Попередній етап (1/32 фіналу)
Жеребкування етапу відбулося 3 липня 2015 року, а матчі відбулися 22 липня. У 1/32 фіналу брали участь 26 команд — 2 аматорські команди, 14 команд другої ліги та 10 команд першої ліги.
| Команда 1           | Рахунок       | Команда 2           |
| ------------------- | ------------- | ------------------- |
| «Нафтовик-Укрнафта» | 3:1           | «Нива»              |
| «Арсенал-Київ»      | 1:0           | «Верес»             |
| «Колос»             | 1:3           | ПФК «Суми»          |
| «Реал Фарма»        | 0:0, пен. 4:5 | «Кристал»           |
| СКК «Демня»         | 1:2 дч        | «Інгулець»          |
| «Авангард»          | 2:1           | ФК «Полтава»        |
| «Арсенал-Київщина»  | 0:2           | «Оболонь-Бровар»    |
| «Буковина»          | 0:0, пен. 4:5 | МФК «Миколаїв»      |
| «Енергія»           | 0:4           | «Гірник»            |
| «Балкани»           | 2:1           | «Скала»             |
| «Мир»               | 6:0           | «Барса»             |
| «Нікополь-НПГУ»     | 1:3           | ФК «Тернопіль»      |
| «Кремінь»           | 0:4           | «Черкаський Дніпро» |

| 22 липня 2015 18:00 |

| «Нафтовик-Укрнафта»                           | 3:1      | «Нива»          |
| --------------------------------------------- | -------- | --------------- |
| Листопад 15' Вечтомов 30' Прокурор 48' (пен.) | Протокол | Петрівський 76' |

| «Нафтовик», Охтирка Глядачів: 1100 Арбітр: М. О. Кривоносов |

| 22 липня 2015 18:00 |

| «Арсенал-Київ»     | 1:0      | «Верес» |
| ------------------ | -------- | ------- |
| Тименко 27' (пен.) | Протокол |         |

| «Колос», Бориспіль Глядачів: 1000 Арбітр: О. Шандор |

| 22 липня 2015 18:00 |

| «Колос»     | 1:3      | ПФК «Суми»                              |
| ----------- | -------- | --------------------------------------- |
| Морозко 58' | Протокол | Брікнер 20' Богачов 34' Лебеденко 90+1' |

| «Ковалівка», Ковалівка Глядачів: 900 Арбітр: Роман Калита |

| 22 липня 2015 17:00 |

| «Реал Фарма» | 0:0, пен. 4:5 | «Кристал» |
| ------------ | ------------- | --------- |
|              | Протокол      |           |

| «Іван», Одеса Глядачів: 250 Арбітр: О. О. Деревінський |

| 22 липня 2015 17:00 |

| СКК «Демня» | 1:2 дч   | «Інгулець»                    |
| ----------- | -------- | ----------------------------- |
| Демків 97'  | Протокол | Мішуренко 93' Колєсніков 110' |

| ім. Віталія Кузіва, Демня Глядачів: 1000 Арбітр: В. Арановський |

| 22 липня 2015 17:30 |

| «Авангард»            | 2:1      | ФК «Полтава» |
| --------------------- | -------- | ------------ |
| Філіппов 9' Фатій 66' | Протокол | Іванов 64'   |

| «Авангард», Краматорськ Глядачів: 3000 Арбітр: Володимир Новохатній |

| 22 липня 2015 17:30 |

| «Арсенал-Київщина» | 0:2      | «Оболонь-Бровар»       |
| ------------------ | -------- | ---------------------- |
|                    | Протокол | Продан 16' Фаворов 56' |

| «Трудові резерви», Біла Церква Глядачів: 1200 Арбітр: В. Копієвський |

| 22 липня 2015 18:00 |

| «Буковина» | 0:0, пен. 4:5 | МФК «Миколаїв» |
| ---------- | ------------- | -------------- |
|            | Протокол      |                |

| «Буковина», Чернівці Глядачів: 1200 Арбітр: Михайло Митровський |

| 22 липня 2015 17:30 |

| «Енергія» | 0:4      | «Гірник»                                    |
| --------- | -------- | ------------------------------------------- |
|           | Протокол | Павлов 27' Сітало 43' Ямполь 54' Баєнко 71' |

| «Енергія», Нова Каховка Глядачів: 500 Арбітр: О. Драчов |

| 22 липня 2015 18:00 |

| «Балкани»                      | 2:1      | «Скала»           |
| ------------------------------ | -------- | ----------------- |
| Златов 38' (пен.) Гаврилюк 78' | Протокол | Цюцюра 35' (пен.) |

| ім. Бориса Тропанця, Зоря Глядачів: 1500 Арбітр: О. В. Москаленко |

| 22 липня 2015 18:00 |

| «Мир»                                                              | 6:0      | «Барса» |
| ------------------------------------------------------------------ | -------- | ------- |
| Фальковський 3' Комягін 15', 26', 90+3' Головко 23' Петриченко 44' | Протокол |         |

| «Затис», Горностаївка Глядачів: 450 Арбітр: Д. Резніков |

| 22 липня 2015 18:00 |

| «Нікополь-НПГУ» | 1:3      | ФК «Тернопіль»               |
| --------------- | -------- | ---------------------------- |
| Богданов 31'    | Протокол | Курило 21' Семенець 30', 81' |

| «Електрометалург», Нікополь Глядачів: 1520 Арбітр: Максим Козиряцький |

| 22 липня 2015 18:00 |

| «Кремінь» | 0:4      | «Черкаський Дніпро»                                |
| --------- | -------- | -------------------------------------------------- |
|           | Протокол | Мединський 37', 57' Качур 71' Скепський 80' (пен.) |

| «Кремінь-Арена імені Олега Бабаєва», Кременчук Глядачів: 1500 Арбітр: Андрій Кузьмін |

## 1/16 фіналу
Жеребкування етапу відбулося 29 липня 2015 року, а матчі відбулися 21-23 серпня. У 1/16 фіналу брали участь 32 команди — 1 аматорська команда, 4 команди другої ліги, 13 команд першої ліги та 14 команд Прем'єр-ліги.
| Команда 1           | Рахунок       | Команда 2        |
| ------------------- | ------------- | ---------------- |
| МФК «Миколаїв»      | 2:1           | «Металіст»       |
| «Зірка»             | 1:1, пен. 5:4 | «Карпати»        |
| «Черкаський Дніпро» | 1:3           | «Сталь»          |
| «Десна»             | 1:1, пен. 2:4 | «Ворскла»        |
| «Балкани»           | 0:1           | «Дніпро»         |
| «Мир»               | 0:2           | «Чорноморець»    |
| ФК «Тернопіль»      | 3:1           | «Металург»       |
| «Арсенал-Київ»      | 0:3           | «Шахтар»         |
| ПФК «Суми»          | 0:1           | «Оболонь-Бровар» |
| «Авангард»          | 1:3           | ФК «Олександрія» |
| «Гірник»            | 3:0           | «Іллічівець»     |
| «Геліос»            | 1:0           | «Говерла»        |
| «Нафтовик-Укрнафта» | 0:2           | «Олімпік»        |
| «Гірник-спорт»      | 0:6           | «Динамо»         |
| «Кристал»           | 0:5           | «Зоря»           |
| «Інгулець»          | 0:2           | «Волинь»         |

| 21 серпня 2015 18:00 |

| «Черкаський Дніпро» | 1:3      | «Сталь»                             |
| ------------------- | -------- | ----------------------------------- |
| Батальський 83'     | Протокол | 21' Козак 54' (аг) Бурлін 69' Кулач |

| «Центральний», Черкаси Глядачів: 3 650 Арбітр: Сергій Даньковський |

| 22 серпня 2015 14:00 |

| «Балкани» | 0:1      | «Дніпро»   |
| --------- | -------- | ---------- |
|           | Протокол | 84' Ротань |

| імені Б. Тропанця, Зоря Глядачів: 10 000 Арбітр: Володимир Міланич |

| 22 серпня 2015 16:00 |

| «Зірка»                | 1:1      | «Карпати» |
| ---------------------- | -------- | --------- |
| Загальський 70' (пен.) | Протокол | 50' Чачуа |
|                        | Пенальті |           |
|                        | 5:4      |           |

| «Зірка», Кіровоград Глядачів: 5 200 Арбітр: Михайло Митровський |

|                                                      |     | Пенальті                                            |  |
| Ковальов · Допілка · Кучеренко · Каваців · Локтіонов | 5:4 | Карноза · Голодюк · Худоб'як · Кравець · Даушвілі · |  |

| 22 серпня 2015 17:00 |

| «Десна»       | 1:1      | «Ворскла»  |
| ------------- | -------- | ---------- |
| Кондратюк 57' | Протокол | 18' Шиндер |

| імені Гагаріна, Чернігів Глядачів: 4 800 Арбітр: Максим Козиряцький |

|                                              |     | Пенальті                                |  |
| Чепурненко · Кондратюк · Кравченко · Чуланов | 2:4 | Чеснаков · А. Ткачук · Скляр · Дитятьєв |  |

| 22 серпня 2015 17:00 |

| «Мир» | 0:2      | «Чорноморець»            |
| ----- | -------- | ------------------------ |
|       | Протокол | 29' Слінкін 75' Ковалець |

| «Затис», Горностаївка Глядачів: 1 250 Арбітр: Юрій Іванов |

| 22 серпня 2015 17:00 |

| «Арсенал-Київ» | 0:3      | «Шахтар»                          |
| -------------- | -------- | --------------------------------- |
|                | Протокол | 23' Малишев 41' Едуардо 75' Гринь |

| НТК ім. Баннікова, Київ Глядачів: 1 500 Арбітр: Андрій Кузьмін |

| 22 серпня 2015 17:00 |

| ПФК «Суми» | 0:1      | «Оболонь-Бровар» |
| ---------- | -------- | ---------------- |
|            | Протокол | 46' Шевчук       |

| «Ювілейний», Суми Глядачів: 1 789 Арбітр: Дмитро Кривушкін |

| 22 серпня 2015 17:00 |

| «Гірник-спорт» | 0:6      | «Динамо»                                                   |
| -------------- | -------- | ---------------------------------------------------------- |
|                | Протокол | 26' Кравець 38', 65', 76' Ярмоленко 56' Велозу 67' Антунеш |

| «Юність», Комсомольськ Глядачів: 3 000 Арбітр: Андрій Яблонський |

| 22 серпня 2015 17:00 |

| «Інгулець» | 0:2      | «Волинь»              |
| ---------- | -------- | --------------------- |
|            | Протокол | 26', 80' (пен.) Матей |

| «Інгулець», Петрове Глядачів: 1 720 Арбітр: Олександр Павлюк |

| 22 серпня 2015 17:30 |

| МФК «Миколаїв» | 2:1      | «Металіст» |
| -------------- | -------- | ---------- |
| Берко 27', 79' | Протокол | 29' Льопа  |

| Центральний, Миколаїв Глядачів: 10 000 Арбітр: Вадим Саїк |

| 22 серпня 2015 17:30 |

| «Авангард»   | 1:3      | ФК «Олександрія»                       |
| ------------ | -------- | -------------------------------------- |
| Філіппов 35' | Протокол | 25' Полярус 32' Степанюк 47' (аг) Чаус |

| «Авангард», Краматорськ Глядачів: 1 200 Арбітр: Сергій Скрипак |

| 22 серпня 2015 18:00 |

| ФК «Тернопіль»                      | 3:1      | «Металург»       |
| ----------------------------------- | -------- | ---------------- |
| Полянчук 3' Курило 62' Богданов 67' | Протокол | 45' Жураховський |

| Міський, Тернопіль Глядачів: 3 000 Арбітр: Павло Чижевський |

| 22 серпня 2015 18:00 |

| «Гірник»                      | 3:0      | «Іллічівець» |
| ----------------------------- | -------- | ------------ |
| Сітало 2' Боровський 69', 81' | Протокол |              |

| «Металург», Кривий Ріг Глядачів: 4 000 Арбітр: Роман Калита |

| 22 серпня 2015 19:00 |

| «Геліос»           | 1:0      | «Говерла» |
| ------------------ | -------- | --------- |
| Чередніченко 90+4' | Протокол |           |

| «Сонячний», Харків Глядачів: 3 000 Арбітр: Юрій Фощій |

| 22 серпня 2015 19:30 |

| «Нафтовик-Укрнафта» | 0:2      | «Олімпік»                      |
| ------------------- | -------- | ------------------------------ |
|                     | Протокол | 6' Драченко 90+2' Поступаленко |

| «Нафтовик», Охтирка Глядачів: 2 500 Арбітр: Денис Шурман |

| 23 серпня 2015 17:00 |

| «Кристал» | 0:5      | «Зоря»                                                                  |
| --------- | -------- | ----------------------------------------------------------------------- |
|           | Протокол | 21' Хомченовський 41' Петряк 54' Гречишкін 63' Танковський 88' Ліпартія |

| «Кристал», Херсон Глядачів: 5 155 Арбітр: Володимир Новохатній |

## 1/8 фіналу
Жеребкування етапу відбулося 28 серпня 2015 року. Перші матчі відбулися 23 вересня, а матчі-відповіді — 27-28 жовтня. У 1/8 фіналу брали участь 16 команд — 10 команд Прем'єр-ліги та 6 — першої ліги.
| Команда 1        | Заг. | Команда 2        | 1-й матч | 2-й матч |
| ---------------- | ---- | ---------------- | -------- | -------- |
| «Чорноморець»    | 0:1  | «Ворскла»        | 0:1      | 0:0      |
| «Зірка»          | 1:3  | ФК «Олександрія» | 1:1      | 0:2      |
| МФК «Миколаїв»   | 0:7  | «Волинь»         | 0:2      | 0:5      |
| «Гірник»         | 2:3  | «Сталь»          | 1:1      | 1:2      |
| «Геліос»         | 1:5  | «Зоря»           | 0:2      | 1:3      |
| «Олімпік»        | 2:5  | «Дніпро»         | 0:2      | 2:3      |
| ФК «Тернопіль»   | 0:9  | «Шахтар»         | 0:5      | 0:4      |
| «Оболонь-Бровар» | 0:7  | «Динамо»         | 0:2      | 0:5      |

## 1/4 фіналу
Жеребкування етапу відбулося 30 жовтня 2015 року. Перші матчі відбулися 1-2 березня, а матчі-відповіді — 27 березня та 6 квітня 2016 року.
| Команда 1        | Заг. | Команда 2 | 1-й матч | 2-й матч |
| ---------------- | ---- | --------- | -------- | -------- |
| «Ворскла»        | 2:5  | «Шахтар»  | 0:4      | 2:1      |
| ФК «Олександрія» | 2:1  | «Динамо»  | 1:1      | 1:0      |
| «Волинь»         | 1:6  | «Зоря»    | 1:1      | 0:5      |
| «Сталь»          | 1:7  | «Дніпро»  | 0:3      | 1:4      |

## 1/2 фіналу
Жеребкування етапу відбулося 8 квітня 2016 року. Перші матчі відбудуться 20 квітня, а матчі-відповіді — 11 травня 2016 року.
| Команда 1        | Заг. | Команда 2 | 1-й матч | 2-й матч |
| ---------------- | ---- | --------- | -------- | -------- |
| «Дніпро»         | 1:2  | «Зоря»    | 1:0      | 0:2      |
| ФК «Олександрія» | 1:3  | «Шахтар»  | 1:1      | 0:2      |

## Фінал
| 21 травня 2016 17:00 EEST +20 °C |

| «Зоря» | 0:2      | «Шахтар»         |
| ------ | -------- | ---------------- |
|        | Протокол | Гладкий 42', 57' |

| «Арена Львів», Львів Глядачів: 21 720 Арбітр: Євген Арановський (Київ) |